# Børge Outze
Børge Outze (18. marts 1912 i Odense – 27. juni 1980 i Sundby) var en dansk debattør, journalist, redaktør, modstandsmand og grundlægger af såvel det illegale Information som Dagbladet Information. Han er begravet på Sundby Kirkegård.
Børge Outze var journalist på Nationaltidende og benyttede sig under besættelsen af sin position til at stifte Information, som hurtigt blev modstandsbevægelsens og den øvrige illegale presses centrale og til dels interne organ. I mange situationer også reelt Frihedsrådets organ til officiel information.

## Barndom og ungdom
Hans far, født Oluf Outzen Kristensen, var en meget aktiv lærer, skoleleder og radikal lokalpolitiker i Odense. Han tog efternavnet Outze året før Børge blev født som det første af tre børn.
Allerede som 16-årig påbegyndte Børge Outze sin journalistuddannelse på den radikale Odense-avis Fyns Venstreblad. Han ville ikke være soldat, ikke fordi han var pacifist, men fordi han selv ville bestemme, hvem han skulle slås med. I stedet blev han sendt til militærnægterlejren i Kompedal.
Her dannede han et varigt venskab med journalistkollegaen Esben Aakjær.

## Skabt til Modstand – altid kritisk
Den 4. maj 1945 besatte Informations redaktion det nazistiske dagblad Fædrelandets redaktionsbygninger i Store Kongensgade midt i København, hvor bladet fortsat har til huse. Det var fra første øjeblik Børge Outze, der tegnede den redaktionelle linje, som han skulle have indflydelse på i yderligere 35 år.
Børge Outze skrev sin formålsparagraf for det nye blad: "Information skal forblive tro mod sin oprindelse som modstandsbevægelsens organ under besættelsen" og kom selv i den situation at skulle fortolke denne gennem vidt forskellige faser af Danmarks og Europas historie.
Fra begyndelsen handlede det om retsopgør, om opgør med samarbejdspolitikken, men ret hurtigt blev Information også i høj grad organ for den del af modstandsbevægelsen, som ikke følte sig i overensstemmelse med den kommunistiske del af modstanden, bl.a. repræsenteret ved det kommunistiske Land og Folk. Det i så høj grad at Børge Outze og Information af mange blev betragtet som yderligtgående antikommunistisk.
Børge Outze var med bag bladet fra 1945 og til sin død, og mens han til enhver tid formodentlig vil hævde at være tro mod sit og bladets udgangspunkt, så blev det fortolket vidt forskelligt årti for årti.
Oprindeligt var Outze NATO-tilhænger og hånede anti-atomdemonstranterne som flagellanter og irrationelle, der blev misbrugt af USSR.
Senere, med ungdomsoprøret og opbruddet i 1970'erne, var holdningen en anden, og Information og Outze var blandt de mest kritiske overfor NATO, USA og især krigen i Vietnam.
Med Børge Outze bag signaturen det lille o, markerede Information sig systematisk kritisk og uafhængigt af alle partier og økonomiske interesser. Og da venstrefløjens Politisk Revy blev konfiskeret af politiet, uden retskendelse, fordi Politisk Revy havde afsløret ulovlige registreringer og aflytninger (Kejsergadesagen), genoptrykte Børge Outze de forbudte artikler. I dagene inden havde politiet ransaget redaktioner og trykkerier i jagten på manuskripter og sats, men politiet opgav, da det skulle til at konfiskere modstandsavisen Information og arrestere Børge Outze og journalist Torben Krogh. Det endte dog med, at Outze og Krogh – der havde udgivet og distribueret materialet – blev idømt dagbøder og 10 dages hæfte, mens de oprindelige "skyldige" fik op til 40 dage.
Børge Outze fastholdt til det sidste avisens pligt til at være kritisk mod det etablerede – uanset om det var samarbejdspolitikken under besættelsen, eller USA's krigsførelse i Vietnam og andre lande. Og han åbnede dermed avisen mod det nybrud, som ungdomsoprøret medførte i hans sidste ti leveår. Enig var han nok ikke i alt det han så, men han havde en klar holdning til, hvor hans avis skulle placere sig mellem opbrud og det etablerede: Altid kritisk mod magthaverne.
I 2010 udkom der en biografi om Outze.